# Eustheniidae
Famille
Les Eustheniidae sont une famille d'insectes plécoptères. On connaît 22 espèces dans six genres actuels.

## Distribution
Les espèces de cette famille se rencontrent dans le sud de l'Amérique du Sud et en Océanie. 

## Liste des genres
Selon Plecoptera Species File :
- Sous-famille Eustheniinae Tillyard, 1913
  - Eusthenia Gray, 1832
  - Neuroperlopsis Illies, 1960
  - Thaumatoperla Tillyard, 1921
- Sous-famille Stenoperlinae Tillyard, 1921
  - Cosmioperla McLellan, 1996
  - Neuroperla Illies, 1960
  - Stenoperla McLachlan, 1867
  - †Stenoperlidium Tillyard, 1935 du Permien

## Publication originale
- Banks, N. 1913 : Synopses and descriptions of Exotic Neuroptera. Transactions of the American Entomological Society, vol. 39, 3/4, p. 201-242 (texte intégral)